# Межиріцька шовковиця
Межирі́цька шовко́виця (Шовковиця в селі Межиріч) — ботанічна пам'ятка природи місцевого значення в Україні. Розташована в межах Лебединського району Сумської області, в селі Межиріч. 

## Опис
Площа 0,02 га. Статус надано згідно з рішенням облради від 28.01.2003 року. Перебуває у віданні Межиріцької сільської ради. 
Статус надано для збереження одного дерева шовковиці. Обхват 5,50 м, висота 21 м. Вік понад 300 років. Це — одна з найстаріших шовковиць України.

## Ресурси Інтернету
- Фотогалерея самых старых и выдающихся деревьев Украины  [Архівовано 8 квітня 2014 у Wayback Machine.]
- «Перелік територій та об'єктів природно-заповідного фонду загальнодержавного та місцевого значення (Сумська область)». Межиріцька шовковиця.

## Виноски
1. ↑   Шнайдер С. Л., Борейко В. Е., Стеценко Н. Ф. 500 выдающихся деревьев Украины. — К.: КЭКЦ, 2011. — 203 с.